# 1906
1906. је била проста година.

## Догађаји

### Јануар
- 12. јануар — Започео је Царински рат ("свињски рат"), трговински сукоб између Краљевине Србије и Аустроугарске монархије.

### Фебруар
- 10. фебруар — Поринут је бројни брод ХМС Дреднот, по ком је име добила цела генерација бродова и који је покренуо трку у наоружању између Велике Британије и Немачке.

### Март
- 10. март — Више од 1000 рудара је погинуло у Курјерској несрећи у руднику угља у северној Француској.

## Рођења

### Јануар
- 9. јануар — Јанко Брашић, српски сликар. († 1994)
- 11. јануар — Алберт Хофман, швајцарски научник.
- 12. јануар — Емануел Левинас, француски филозоф. († 1995)
- 15. јануар — Аристотел Оназис, грчки бродовласник. († 1975)

### Фебруар
- 4. фебруар — Клајд Тамбо, амерички астроном
- 5. фебруар — Џон Карадин, амерички глумац. († 1988)
- 7. фебруар — Пу Ји, последњи кинески цар
- 7. фебруар — Олег Антонов, руски конструктор авиона
- 16. фебруар — Вера Менчик, чешка шахисткиња. († 1944)
- 18. фебруар — Ханс Аспергер, аустријски педијатар
- 25. фебруар — Борис Папандопуло, хрватски композитор. († 1991)

### Март
- 6. март — Лу Костело, амерички глумац
- 8. март — Франсиско Кепеда, шпански бициклиста. (†1935)
- 19. март — Адолф Ајхман, немачки нациста
- 26. март — Рој Уркхарт, британски генерал

### Април
- 1. април — Александар Јаковљев, руски конструктор авиона
- 13. април — Самјуел Бекет, ирски књижевник. († 1989)
- 20. април — Веселин Маслеша, југословенски народни херој. († 1943)
- 24. април — Вилијам Џојс, америчко-ирски фашиста и радио-водитељ

### Јул
- 23. јул — Владимир Прелог, швајцарско-хрватски хемичар и Нобеловац († 1998)

### Август
- 17. август — Марсело Каитано, португалски политичар
- 26. август — Алберт Сејбин, амерички вирусолог, пореклом пољски Јевреј. († 1993)

### Октобар
- 14. октобар — Хана Арент, немачка политичка теоретичарка. († 1975)
- 15. октобар — Викторија Спиви, америчка певачица и текстописац. (†1976).

### Децембар
- 9. децембар — Грејс Хопер, амерички компјутерски стручњак. († 1992)
- 19. децембар — Леонид Брежњев, совјетски политичар. († 1982)
- 20. децембар — Никола Калабић, српски војник и вођа четника.

## Смрти

### Јануар
- 13. јануар — Александар Степанович Попов, руски физичар и електроинжењер. (*1859)

### Март
- 13. март — Сузан Ентони, зачетница и вођа покрета за права жена у САД. Написала је „Историју женског права гласа“.(* 1820)
- 17. март — Аврам Ђукић, српски историчар. (*1844)

### Мај
- 23. мај — Хенрик Ибзен, норвешки књижевник. (*1928)

## Нобелове награде
- Физика — Сер Џозеф Џон Томсон
- Хемија — Анри Моасан
- Медицина — Камило Голђи и Сантијаго Рамон и Кахал
- Књижевност — Ђозуе Кардучи
- Мир — Председник САД Теодор Рузвелт (САД)
- Економија — Награда у овој области почела је да се додељује 1969. године